# Iphiteon compressa
Iphiteon compressa är en svampdjursart som först beskrevs av Schmidt 1880.  Iphiteon compressa ingår i släktet Iphiteon och familjen Dactylocalycidae.
Artens utbredningsområde är Kuba. Inga underarter finns listade i Catalogue of Life.